# Purwantoro (Blimbing)
Purwantoro is een bestuurslaag in het regentschap Malang van de provincie Oost-Java, Indonesië. Purwantoro telt 26.933 inwoners (volkstelling 2010).